# 科乐美赛车
《科乐美赛车》是一款由科樂美制作和发行的竞速游戏。游戏于2001年3月在Game Boy Advance发行。2009年8月在Android和iOS平台发售；2015年在Wii U平台的Virtual Console上发售。
《科乐美赛车》的玩法与其他卡丁车赛车类游戏相似。尤其是和《马里奥赛车系列》类似。
《科乐美赛车》共有12个可玩角色；包括了来自《恶魔城》、《合金装备》、《大盗五右卫门》、《疯狂大射击》、《兵蜂》、《实况野球》、《宇宙巡航舰》、《Pop'n music》等科乐美旗下游戏系列的角色。
根据评论网站Metacritic，Game Boy Advacne版本的《科乐美赛车》获得普遍好评。